# Aderbal Freire Filho
Aderbal Freire Filho (Fortaleza, 8 de maio de 1941 — Rio de Janeiro, 9 de agosto de 2023) foi um diretor teatral e apresentador de televisão brasileiro.

## Vida pessoal
Estabelecia um relacionamento estável com a atriz Marieta Severo.

## Biografia

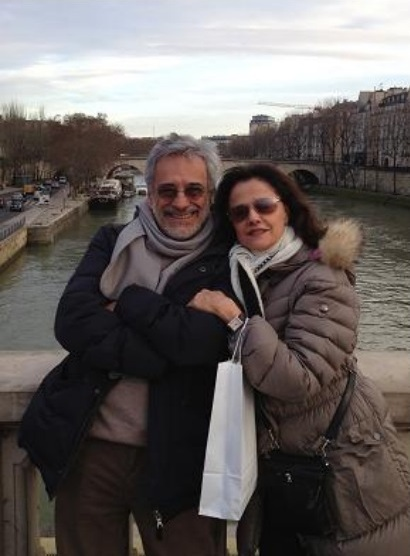
Aderbal e Marieta Severo em Paris, 2014.

Filho de Aderbal e Maria Freire, formou-se em Direito em Fortaleza onde, já a partir de 1954, participava de grupos amadores e semiprofissionais de teatro, sendo então conhecido como Aderbal Júnior.  Mudou-se para o Rio de Janeiro em 1970, e fez sua estreia como ator em Diário de Um Louco, de Nikolai Gogol, encenado dentro de um ônibus que percorreu as ruas da cidade.
Sua primeira direção é O Cordão Umbilical, de Mario Prata, em 1972. Mas seu primeiro grande sucesso profissional foi a direção do monólogo Apareceu a Margarida com Marília Pêra. A peça de Roberto Athayde sobre uma professora tresloucada, estreou no dia 4 de setembro de 1973, no Teatro Ipanema, no Rio de janeiro.
Aderbal fundou em 1973 o Grêmio Dramático Brasileiro.
Em 1989 cria uma companhia de teatro, o Centro de Demolição e Construção do Espetáculo (CDCE). A companhia surgiu vinculada ao projeto de recuperar o Teatro Gláucio Gill, abandonado pelo Governo do Estado, ocupando-o com uma programação coerente e uma companhia com continuidade de produção. Durante um ano e meio, Aderbal ensaiou nos escombros do teatro. Estreou em 1990 com A Mulher Carioca aos 22 Anos. A peça transpõe para a cena, sem nenhuma adaptação, o romance original de João de Minas, incorporando o modo narrativo à interpretação dos atores.
No ano seguinte, a companhia, com mais atores e em sua maioria iniciantes, monta Lampião, texto e direção de Aderbal, o primeiro de uma seqüência de três espetáculos voltados a temas históricos nacionais. Em O Tiro Que Mudou a História, de Carlos Eduardo Novaes e Aderbal Freire-Filho, o diretor sai do teatro para encenar a trajetória política de Getúlio Vargas na sua antiga morada, o Palácio do Catete, atual Museu da República. Com ação itinerante, o espetáculo conduz o público pelos diversos cômodos da casa, onde a história gradativamente passa da mesa de reuniões à cama em que o presidente comete suicídio.
Em 2008, ao lado de Paulo José, participou como ator do filme Juventude de Domingos de Oliveira, no papel de Ulisses um médico com muitas conquistas amorosas e um drama familiar.
Aderbal dirigiu Wagner Moura na bem-sucedida versão de Hamlet, de Shakespeare. Em seguida montou os clássicos Moby Dick e Macbeth.
Em 2010, Aderbal dirigiu a peça Orfeu da Conceição, escrita por Vinicius de Moraes.
Em 2011, após mais de uma década fora dos palcos, Aderbal volta a atuar na peça Depois do Filme. No espetáculo, que também dirigiu e escreveu, Aderbal continuou a narrativa de Ulisses, seu personagem no filme Juventude.
Em 2013, estreou a peça "Incêndios", no Teatro Poeira. A montagem tinha Marieta Severo como protagonista e ganhou vários prêmios. Por este trabalho, Aderbal recebeu o Prêmio Shell de Teatro na categoria Melhor Diretor.
Em 2014, participou de Dupla Identidade, série de Gloria Perez na TV Globo, como o senador Oto Veiga.
Seu último trabalho na televisão foi como apresentador do programa "Arte do Artista ", na TV Brasil. O programa experimental teve quatro temporadas e um formato inovador, pois mesclava a linguagem televisiva com a teatral e cinematográfica. O programa estreou em 2012 e teve quatro temporadas. Aderbal entrevistou grandes nomes da nossa cultura, como: Alexandre Nero, Andréa Beltrão, Camila Pitanga, Deborah Colker, Eduardo Kobra, Fábio Porchat, Fagner, Gerald Thomas, Gregório Duvivier, Lenine, Marieta Severo, Marília Gabriela, Mateus Solano, Matheus Nachtergaele, Nathalia Timberg, Nicette Bruno, Selton Mello, Thalita Rebouças, Wagner Moura, Walter Carvalho, Wanderléa, Wolf Maya e Zélia Duncan. 

## Carreira
Em 2014, participou de Dupla Identidade, série de Gloria Perez na TV Globo, como o senador Oto Veiga.
Aderbal apresentou o programa "Arte do Artista", na TV Brasil.  
Além de presidente do Comitê Nacional de Arte Brasileira (CNAB) na diretoria de 2015 a 2021, eleito em 10 de dezembro de 2014 pela chapa Renova CNAB, com 52,36% dos votos (143 delegados).

## Morte
Aderbal sofrera um AVC em 2020, desde então estava em cuidados intensivos em sua residência, providenciado à época por sua esposa Marieta Severo. 
Faleceu em 9 de agosto de 2023, em decorrências do AVC, na cidade do Rio de Janeiro.

## Teatro
- 1970 - Diário de Um Louco, de Nikolai Gogol.
- 1971 - A Mãe, de Stanislaw Witkiewicz.
- 1972 - O Segredo do Velho Mudo, de Nelson Xavier.
- 1972 - O Cordão Umbilical, de Mario Prata.
- 1973 - Apareceu a Margarida, de Roberto Athayde.
- 1973 - Guerra e Paz, de Qorpo Santo.
- 1973 - Amanhã, Amélia, de Manhã, de Leilah Assumpção.
- 1974 - Um Visitante do Alto, de Roberto Athayde.
- 1974 - Manual de Sobrevivência na Selva, de Roberto Athayde.
- 1974 - Pequeno Dicionário da Língua Feminina, de Flávio Márcio.
- 1974 - Reveillon, de Flávio Márcio.
- 1975 - Corpo a Corpo, Corpo a Corpo, de Oduvaldo Vianna Filho.
- 1975 - O Vôo dos Pássaros Selvagens, de Aldomar Conrado.
- 1975 - Feiticeira
- 1976 - Sob Neblina Use Luz Baixa, de Alcione Araújo.
- 1976 - Bente-Altas: Licença para Dois, de Alcione Araújo.
- 1976 - Crimes Delicados, de José Antônio de Souza.
- 1977 - A Morte de Danton, de Georg Büchner.
- 1977 - O Tempo e os Conways, de J. B. Priestley.
- 1978 - Em Algum Lugar Fora Deste Mundo, de José Wilker.
- 1979 - Crimes Delicados, de José Antônio de Souza (em Buenos Aires).
- 1980 - O Desembestado, de Ariovaldo Mattos.
- 1980 - Dom Quixote de la Pança, adaptação da novela de Cervantes.
- 1981 - Moço em Estado de Sítio, de Oduvaldo Vianna Filho.
- 1981 - Doce Deleite, vários autores.
- 1981 - Flicts, a Cor, de Aderbal de Ziraldo.
- 1981 - Mãos ao Alto, Rio!, de Paulo Goulart.
- 1982 - A Sereníssima República, de Machado de Assis.
- 1982 - Auto de Natal de São Francisco
- 1982 - A Bomba da Elizabeth, de Álvaro Valle.
- 1983 - Cenas Cariocas
- 1983 - Os Desinibidos, de Roberto Athayde.
- 1983 - O Infalível Dr. Brochard, de Paulo Goulart.
- 1983 - Besame Mucho, de Mario Prata.
- 1984 - Mão na Luva, de Oduvaldo Vianna Filho.
- 1984 - Amor em Campo Minado, de Dias Gomes.
- 1985 - As You Like It, de William Shakespeare.
- 1985 - Mefisto, de Klaus Mann (em Montevidéu, com o elenco oficial da Comédia Nacional de Uruguai).
- 1986 - A Bandeira dos Cinco Mil Réis, de Geraldo Carneiro.
- 1987 - Egor Bulichov y otros, de Máximo Gorki (com El Galpón, de Montevidéu).
- 1987 - Gardel, uma Lembrança, de Manuel Puig.
- 1988 - Simon Boccanera, de Giuseppe Verdi (em Montevidéu).
- 1989 - Soroco, Sua Mãe, Sua Filha, adaptado de Guimarães Rosa (Na Holanda, com o Teatro Munganga de Amsterdã).
- 1990 - A Mulher Carioca aos 22 Anos.
- 1991 - Lampião, de Aderbal Freire Filho.
- 1991 - O Tiro Que Mudou a História, de Aderbal Freire Filho e Carlos Eduardo Novaes.
- 1992 - Tiradentes, Inconfidência no Rio, de Aderbal Freire Filho e Carlos Eduardo Novaes.
- 1993 - Turandot ou Congresso dos Intelectuais, de Bertolt Brecht.
- 1993 - Ay Carmela, de José Sanchis Sinisterra.
- 1993 - Cidadão!
- 1994 - Senhora dos Afogados, de Nelson Rodrigues.
- 1994 - Instruções de Uso, de Aderbal Freire-Filho.
- 1994 - Duas ou Três Coisas que Sei Dela, de Domingos Oliveira.
- 1995 - Lima Barreto, ao Terceiro Dia, de Luis Alberto de Abreu.
- 1995 - Kean, adaptação de Jean-Paul Sartre da obra de Alexandre Dumas.
- 1996 - No Verão de 1996, a partir dos quadros de Rubens Gerchman.
- 1997 - O Carteiro e O Poeta, de Antonio Skármeta.
- 1997 - Anônima, de Wilson Sayão.
- 1998 - Xambudo, de Aderbal Freire-Filho.
- 1998 - O Martelo, de Renato Modesto.
- 1998 - O Congresso dos Intelectuais, de Bertolt Brecht.
- 1999 - Luces de Bohemia, de Ramón del Valle Inclán (com El Galpón, de Montevidéu).
- 2000 - Isabel, Relatório Confidencial sobre o Fim de Uma Monarquia, de Aderbal Freire-Filho.
- 2000 - Luzes da Boemia, de Ramón del Valle Inclán.
- 2000 - Duas Mulheres e Um Cadáver, de Patrícia Melo.
- 2000 - Deixa que Eu Te Ame, de Alcione Araújo.
- 2001 - O Homem que Viu o Disco Voador, de Flávio Márcio.
- 2001 - Casa de Bonecas, de Henrik Ibsen.
- 2002 - Sylvia, adaptação de Flávio Marinho para o texto de A. Gurney.
- 2002 - A Prova, de David Auburn.
- 2003 - Cão Coisa e a Coisa Homem, de Aderbal Freire Filho.
- 2003 - Tio Vânia, de Anton Tchecov.
- 2003 - A Peça sobre o Bebê, de Edward Albee.[11]
- 2003 - O que diz Molero, de Dinis Machado.
- 2004 - O Caso do Vestido, de Carlos Drummond de Andrade.
- 2004 - Dilúvio em Tempos de Seca, de Marcelo Pedreira.
- 2004 - Um Baile de Máscaras, de Giuseppe Verdi.
- 2005 - Sonata de Outono, versão para teatro de Ingmar Bergman.
- 2005 - Casa de Bonecas, de Henrik Ibsen.
- 2005 - O Relicário de Rita Cristal, de José Antonio de Souza.
- 2005 - Estatuto de Gafieira, de Ana Veloso e Vera Novello.
- 2006 - O Púcaro Búlgaro, baseado em textos de Campos de Carvalho.
- 2007 - O Continente Negro, de Marco Antônio De La Parra.
- 2007 - As Centernárias, de Newton Moreno.
- 2008 - A Ordem do Mundo, de Patrícia Melo.
- 2008 - Carlota Joaquina, de Raimundo Magalhães Júnior.
- 2008 - Hamlet, de William Shakespeare.
- 2009 - Moby Dick, adaptação do romance de Herman Melville.
- 2010 - Macbeth, de William Shakespeare.
- 2010 - Orfeu, de Vinicius de Moraes.[4]
- 2011 - Linda, de Gillray Coutinho.
- 2011 - A Lua Vem da Ásia, adaptado por Chico Diaz.
- 2011 - Na selva das cidades, de Bertolt Brecht.
- 2011 - Depois do Filme, de Aderbal Freire Filho.
- 2011 - Turbilhão, de Domingos Oliveira.
- 2013; 2015 - Incêndios, de Wajdi Mouawad.
- 2019 - Cabaré Transpoético

## Filmografia

### Televisão
| Ano       | Título                    | Personagem         | Notas                                       |
| --------- | ------------------------- | ------------------ | ------------------------------------------- |
| 1994      | Confissões de Adolescente | Prof. Erculano     | Episódio: "O Que Eu Vou Ser Quando Crescer" |
| 2012-2016 | Arte do Artista           | Apresentador       |                                             |
| 2014      | Dupla Identidade          | Senador Otto Veiga |                                             |
| 2015      | Tapas & Beijos            | Norberto           |                                             |

### Cinema
| Ano  | Filme             | Personagem |
| ---- | ----------------- | ---------- |
| 2008 | Juventude         | Ulisses    |
| 2012 | Paixão e Acaso    | Victor     |
| 2013 | Giovanni Improtta | Apontador  |
| 2018 | Amores de Chumbo  | Miguel     |
| 2020 | Dente por Dente   | Valadares  |